# Cristian Martínez Borja
Cristian Martínez Borja (Quibdó, Colombia; 1 de enero de 1988) es un futbolista colombiano. Juega como delantero y su equipo actual es el Carlos A. Mannucci de la Liga 2 de Perú.

## Legado deportivo
Martínez Borja es primo de los hermanos Rentería (Wason, Carlos y Robinson) , destacados exfutbolistas.

## Trayectoria

### Inicios
Se inició en 2005 en el Atlético Provincia de Sugamuxi, en Boyacá, equipo de la categoría Primera C colombiana. En 2006 hizo parte de Patriotas Boyacá, club en el que se dio a conocer en las divisiones inferiores.

### Brasil
Sería vendido al Internacional de Brasil en 2007 en reemplazo de su primo, Wason Rentería. Posteriormente, fue cedido a préstamo por un año al Flamengo de la primera división brasileña en 2010.

### Estrella Roja
En 2011 fichó para el Estrella Roja, en la segunda mitad de la temporada 2010-2011 y la siguiente. Allí convirtió 17 goles, 3 durante la primera parte de 2011 de la Superliga de Serbia y 14 en su segunda temporada (8 en la Superliga de Serbia, 2 por Europa League y 4 por la Copa de Serbia). Fue campeón de este último torneo.

### Santa Fe
Para el segundo semestre de 2012, Martínez Borja fue cedido a Santa Fe,
En el Torneo Finalización 2012 y en la Copa Libertadores 2013.

### México
En el 2013 se fue al Veracruz para el Torneo Apertura 2013 en la Liga Bancomer MX de México y de allí pasó en el mismo año al club Lobos BUAP de la Liga de ascenso hasta mediados del siguiente año.

### América de Cali
Para el segundo semestre de 2016 es fichado por el América de Cali para jugar el Torneo Águila, donde llegó con grandes expectativas. Poco a poco comenzó a afianzarse como titular, marco goles decisivos y le devolvió al cuadro escarlata el anhelado ascenso el 27 de noviembre de 2016, anotando el gol definitivo para el regreso de los diablos rojos a la primera categoría.
El 11 de febrero de 2017 marco el primer triplete de su carrera en la primera victoria del América desde el regreso a la Primera División, derrotando 3 a 1 al Junior y saliendo como la figura del partido.

### Liga Deportiva Universitaria
El 30 de julio de 2018 se confirma su cesión a Liga Deportiva Universitaria de la Serie A de Ecuador. Su primer gol lo marca el 5 de noviembre en la goleada 4 por 1 sobre Guayaquil City.
Su primer gol del 2019 lo marca el 2 de marzo en la victoria 4 por 0 sobre Guayaquil City. El 13 de marzo marca su primer gol en la Copa Libertadores 2019 de tiro penal para el descuento en al derrota 3-1 contra el Flamengo, EL 8 de mayo marca nuevamente por la Copa Libertadores contra Club San José. El 30 de noviembre marca su último gol del año en la victoria 3 por 1 como visitantes ante Sociedad Deportiva Aucas.
El 1 de febrero en el primer partido del 2020 por la Supercopa de Ecuador marca el gol del empate a un gol contra Delfín Sporting Club, al final quedarían campeones por la tanda de penales donde Borja marcaría el suyo. El 14 de febrero en debut por LigaPro marca su primer doblete dándole la victoria 2 por 1 sobre Deportivo Cuenca como visitante, a los ocho días marca nuevamente doblete en derrota como locales 2-3 contra Independiente del Valle, marca su tercer doblete en línea el 28 de febrero en el partido ante El Nacional, el 4 de marzo marca en el debut de la Copa Libertadores 2020 en la goleada 3-0 contra River Plate,  el 7 de marzo marca en la victoria 2 por 1 contra Barcelona Sporting Club completando nueve goles en seis partidos.

Su primer gol post-pandemia lo hace el 12 de septiembre en la victoria 2 a 0 sobre Guayaquil City. El 23 de septiembre marca en la victoria 4 por 2 sobre São Paulo en la Copa Libertadores 2020, el 27 del mismo marca doblete en la goleada 5 por 0 como visitantes sobre Técnico Universitario, vuelve a marcar dos goles en la derrota 3-2 en casa del Independiente del Valle el 18 de octubre. El 6 de noviembre marca nuevamente doblete en la goleada 4 por 0 sobre Orense Sporting Club. Marca su primer hat-trick con el club en la goleada 4 por 1 sobre Aucas.

### Junior de Barranquilla
El 7 de julio de 2021 es confirmado como nuevo refuerzo del Junior de Barranquilla de la Liga colombiana. El 26 de agosto marcó doblete en el triunfo de Junior 4-3 sobre Deportivo Pereira por octavos de Copa Colombia.

### Universidad Católica
El 17 de enero de 2022 se confirmó su regreso al fútbol ecuatoriano, fue anunciado en Universidad Católica de la Serie A de Ecuador.

## Estadísticas

### Clubes
Actualizado al último partido disputado el 3 de diciembre de 2023.
| Patriotas Boyacá · Colombia |               |               |     |     |    |    |    |    |    |    |     |      |      |
| 2.ª | 2006          | 11            | 0   | -   | -  | -  | -  | -  | -  | 11 | 0   | 0    |      |
| Total club | Total club    | 11            | 0   | -   | -  | 0  | 0  | 0  | 0  | 11 | 0   | 0    |      |
| SC Internacional · Brasil |               |               |     |     |    |    |    |    |    |    |     |      |      |
| 1.ª | 2007          | -             | -   | 2   | 0  | -  | -  | -  | -  | 2  | 0   | 0    |      |
| Total club | Total club    | 0             | 0   | 2   | 0  | 0  | 0  | 0  | 0  | 2  | 0   | 0    |      |
| Mogi Mirim · Brasil |               |               |     |     |    |    |    |    |    |    |     |      |      |
| A2 | 2008          | -             | -   | 7   | 1  | -  | -  | -  | -  | 7  | 1   | 0,14 |      |
| Total club | Total club    | 0             | 0   | 7   | 1  | 0  | 0  | 0  | 0  | 7  | 1   | 0,14 |      |
| Guaratinguetá · Brasil |               |               |     |     |    |    |    |    |    |    |     |      |      |
| 3.ª | 2008          | 17            | 1   | -   | -  | -  | -  | -  | -  | 17 | 1   | 0,06 |      |
| Total club | Total club    | 17            | 1   | 0   | 0  | 0  | 0  | 0  | 0  | 17 | 1   | 0,06 |      |
| Caxias · Brasil |               |               |     |     |    |    |    |    |    |    |     |      |      |
| 3.ª | 2009          | 7             | 1   | 8   | 5  | -  | -  | -  | -  | 15 | 6   | 0,40 |      |
| 3.ª | 2010          | -             | -   | 15  | 8  | -  | -  | -  | -  | 15 | 8   | 0,53 |      |
| Total club | Total club    | 7             | 1   | 23  | 13 | 0  | 0  | 0  | 0  | 30 | 14  | 0,47 |      |
| Flamengo · Brasil |               |               |     |     |    |    |    |    |    |    |     |      |      |
| 1.ª | 2010          | 7             | 0   | -   | -  | -  | -  | -  | -  | 7  | 0   | 0    |      |
| Total club | Total club    | 7             | 0   | 0   | 0  | 0  | 0  | 0  | 0  | 7  | 0   | 0    |      |
| Estrella Roja Serbia |               |               |     |     |    |    |    |    |    |    |     |      |      |
| 1.ª | 2010-11       | 14            | 3   | -   | -  | 2  | 0  | 0  | 0  | 16 | 3   | 0,21 |      |
| 1.ª | 2011-12       | 29            | 8   | -   | -  | 5  | 4  | 4  | 2  | 38 | 14  | 0,37 |      |
| Total club | Total club    | 43            | 11  | -   | -  | 7  | 4  | 4  | 2  | 54 | 17  | 0,31 |      |
| Santa Fe · Colombia |               |               |     |     |    |    |    |    |    |    |     |      |      |
| 1.ª | F-2012        | 12            | 4   | -   | -  | -  | -  | -  | -  | 12 | 4   | 0,33 |      |
| 1.ª | A-2013        | 19            | 2   | -   | -  | 6  | 1  | 10 | 4  | 35 | 7   | 0,20 |      |
| Total club | Total club    | 31            | 6   | -   | -  | 6  | 1  | 10 | 4  | 47 | 11  | 0,23 |      |
| Veracruz · México |               |               |     |     |    |    |    |    |    |    |     |      |      |
| 1.ª | 2013-14       | 26            | 7   | -   | -  | 9  | 4  | -  | -  | 35 | 11  | 0,31 |      |
| 1.ª | A-2014        | 14            | 2   | -   | -  | 4  | 1  | -  | -  | 18 | 3   | 0,17 |      |
| 1.ª | C-2016        | 7             | 0   | -   | -  | 7  | 1  | -  | -  | 14 | 1   | 0,08 |      |
| Total club | Total club    | 47            | 9   | -   | -  | 20 | 6  | 0  | 0  | 67 | 15  | 0,26 |      |
| Lobos BUAP · México |               |               |     |     |    |    |    |    |    |    |     |      |      |
| 2.ª | C-2015        | 15            | 6   | -   | -  | -  | -  | -  | -  | 15 | 6   | 0,40 |      |
| 2.ª | A-2015        | 17            | 4   | -   | -  | 1  | 0  | -  | -  | 18 | 4   | 0,22 |      |
| Total club | Total club    | 32            | 10  | -   | -  | 1  | 0  | 0  | 0  | 33 | 10  | 0,30 |      |
| América de Cali · Colombia | 2.ª           | 2016          | 20  | 12  | -  | -  | 1  | 0  | -  | -  | 21  | 12   | 0,57 |
| América de Cali · Colombia | 1.ª           | 2017          | 40  | 15  | -  | -  | 2  | 1  | -  | -  | 42  | 16   | 0,38 |
| América de Cali · Colombia | 1.ª           | A-2018        | 18  | 8   | -  | -  | -  | -  | 2  | 1  | 20  | 9    | 0,45 |
| América de Cali · Colombia | Total club    | Total club    | 78  | 35  | -  | -  | 3  | 1  | 2  | 1  | 83  | 37   | 0,45 |
| Liga Deportiva Universitaria · Ecuador | 1.ª           | 2018          | 15  | 1   | -  | -  | -  | -  | -  | -  | 15  | 1    | 0,07 |
| Liga Deportiva Universitaria · Ecuador | 1.ª           | 2019          | 26  | 6   | -  | -  | -  | -  | 4  | 2  | 30  | 8    | 0,26 |
| Liga Deportiva Universitaria · Ecuador | 1.ª           | 2020          | 31  | 24  | -  | -  | 1  | 1  | 8  | 2  | 40  | 27   | 0,68 |
| Liga Deportiva Universitaria · Ecuador | 1.ª           | 2021          | 13  | 6   | -  | -  | -  | -  | 6  | 3  | 19  | 9    | 0,47 |
| Liga Deportiva Universitaria · Ecuador | Total club    | Total club    | 85  | 37  | -  | -  | 1  | 1  | 18 | 7  | 104 | 45   | 0,43 |
| Junior · Colombia |               |               |     |     |    |    |    |    |    |    |     |      |      |
| 1.ª | F-2021        | 16            | 1   | -   | -  | 2  | 2  | 2  | 0  | 20 | 3   | 0,15 |      |
| Total club | Total club    | 16            | 1   | -   | -  | 2  | 2  | 2  | 0  | 20 | 3   | 0,15 |      |
| Universidad Católica · Ecuador | 1.ª           | 2022          | 27  | 9   | -  | -  | 1  | 0  | 9  | 2  | 37  | 11   | 0.3  |
| Universidad Católica · Ecuador | 1.ª           | 2023          | 14  | 2   | -  | -  | -  | -  | 2  | 0  | 16  | 2    | 0.13 |
| Universidad Católica · Ecuador | Total club    | Total club    | 41  | 11  | -  | -  | 1  | 0  | 11 | 2  | 53  | 13   | 0.25 |
| Orense S. C. · Ecuador | 1.ª           | 2023          | 12  | 1   | -  | -  | -  | -  | -  | -  | 12  | 1    | 0.08 |
| Orense S. C. · Ecuador | Total club    | Total club    | 12  | 1   | -  | -  | 0  | 0  | 0  | 0  | 12  | 1    | 0.08 |
| Total carrera | Total carrera | Total carrera | 427 | 123 | 32 | 14 | 41 | 15 | 47 | 16 | 547 | 168  | 0.31 |
| (1) Incluye datos del Campeonato Paulista (2008) y Campeonato Gaucho (2009-2010). (2) Incluye datos de la Copa de Serbia (2011-2012), Superliga de Colombia (2013), Copa Colombia (2013) y Copa MX (2013-14). (3) Incluye datos de la Liga Europea de la UEFA (2011-2012) y Copa Libertadores. (4) Media de goles por encuentro. No incluye goles en partidos amistosos. |               |               |     |     |    |    |    |    |    |    |     |      |      |

- Fuente: fichajes.com y Ceroacero.es.

### Tripletes
| 1 | 11 de febrero de 2017   | Pascual Guerrero, Cali     | América de Cali - Junior             |  | 3 - 1 | Torneo Apertura         |
| 2 | 15 de noviembre de 2020 | Rodrigo Paz Delgado, Quito | Liga Deportiva Universitaria - Aucas |  | 4 - 1 | Serie A de Ecuador 2020 |

## Palmarés

### Campeonatos nacionales
| Título                 | Club                         | País     | Año     |
| ---------------------- | ---------------------------- | -------- | ------- |
| Copa Serbia            | Estrella Roja                | Serbia   | 2011-12 |
| Superliga de Colombia  | Santa Fe                     | Colombia | 2013    |
| Copa México            | Tiburones de Veracruz        | México   | 2016    |
| Primera B              | América de Cali              | Colombia | 2016    |
| Campeonato Ecuatoriano | Liga Deportiva Universitaria | Ecuador  | 2018    |
| Copa Ecuador           | Liga Deportiva Universitaria | Ecuador  | 2018-19 |
| Supercopa de Ecuador   | Liga Deportiva Universitaria | Ecuador  | 2020    |
| Supercopa de Ecuador   | Liga Deportiva Universitaria | Ecuador  | 2021    |

### Distinciones individuales
| Distinción                                                      | Club                         | País    | Año  |
| --------------------------------------------------------------- | ---------------------------- | ------- | ---- |
| Máximo goleador del campeonato ecuatoriano de fútbol (24 goles) | Liga Deportiva Universitaria | Ecuador | 2020 |
| 11 ideal del campeonato ecuatoriano de fútbol                   | Liga Deportiva Universitaria | Ecuador | 2020 |